# Vyšehradi park
A vyšehradi parkot az egykori vyšehradi vár helyén alakították ki. Kapui egykor a vár kapui voltak. Közülük a Pankrác felé nézők (Tábor-kapu, Lipót-kapu a belső várból a külsőbe nyíltak.
A park két alapvető része a Štulc-kert (Štulcovy sady) északnyugaton és a Karlach-kert (Karlachovy sady).

## Története
Az 1866-ban elvesztett porosz–osztrák–olasz háború megmutatta, hogy a városi erődök rendszere elavult és hatástalan. A tanulságokat levonva az osztrák kormány még 1866-ban eldöntötte, hogy felszámolja a prágai erődítményeket, és az ingatlant eladja a városi önkormányzatnak. 1875-től fokozatosan lebontották a falakat, de Vyšehrad katonai igazgatás alatt maradt 1911-ig, amikor az erődítmények maradványait végül átadták a városnak.
A területet a 19/20. század fordulóján, elsősorban Václav Štulc (1814–1887) és Mikuláš Karlach prépostok gondoskodásának eredményeként parkosították. Róluk kapta nevét a park két része.
A parkot 1948-ban államosították. Átalakításának terveit 1950-ben készítették el és 1954-ig hajtották végre, és még azévben megnyitották a nagyközönség számára. 1993 óta a parkot nem Prága 2. kerületének önkormányzata, hanem a Vyšehrad Nemzeti Kulturális Emlékmű kezeli.

## A park
A területet mindmáig masszív, téglával erősített sáncok övezik. A sáncokon belül kiépített kazamatarendszer egyes részei látogathatók; ezekben helyezték el egyebek közt a Károly híd legtöbb eredeti szobrának maradványait. Az 1999 és 2000 között elvégzett újabb rekonstrukciót Otakar Kuča építész tervezte.

### A Štulc-kert
Az első időben még Szent Vencel-kertnek hívták, csak 1954-ben keresztelték át alapítójának nevére. Ez volt Vyšehrad legrégibb parkja. Délen a Štulc utca (Štulcova ulice) határolja, nyugaton az erődfal, az északnyugati sarokban a Nyári Színpad bejárata, az északkeleti oldalon pedig a fennmaradt 38. bástya — nagyszerű kilátással Prágára.

#### Története
Václav Štulc 1873–1874-ben, az Új Prépostház építésének részeként kezdte parkosítani a területet. A 2002-es felújítás során módosították a sáncokon vezető kilátóút vonalát javították az utak burkolatát, helyreállították a gyertyánból készült kerítést és az évelő növények ágyásait.
A kertet 1993 óta Prága közreműködő szervezete, a Vyšehrad Nemzeti Kulturális Emlékmű (NKPV) gondozza.

#### Építményei és szobrai
A kert közepén álló Szent Vencel-szobor Jan Jiří Bendl 1678-ban készült munkája, és 1879-ig az akkori lópiacon állt. A tér rekonstrukciója során a városi raktárba került, ahonnan Štulc kezdeményezésére hozták át Vyšehradba. Az eredeti talapzaton 1965-ig az eredeti szobor állt, de annyira elkopott, hogy ekkor másolattal helyettesítették.
Václav Štulc bronz mellszobrát utóda, Mikuláš Karlach prépost rendelte meg Štěpán Zálešák szobrászművésztől. A pszeudo-gótikus emlékművet 1910-ben állították fel.

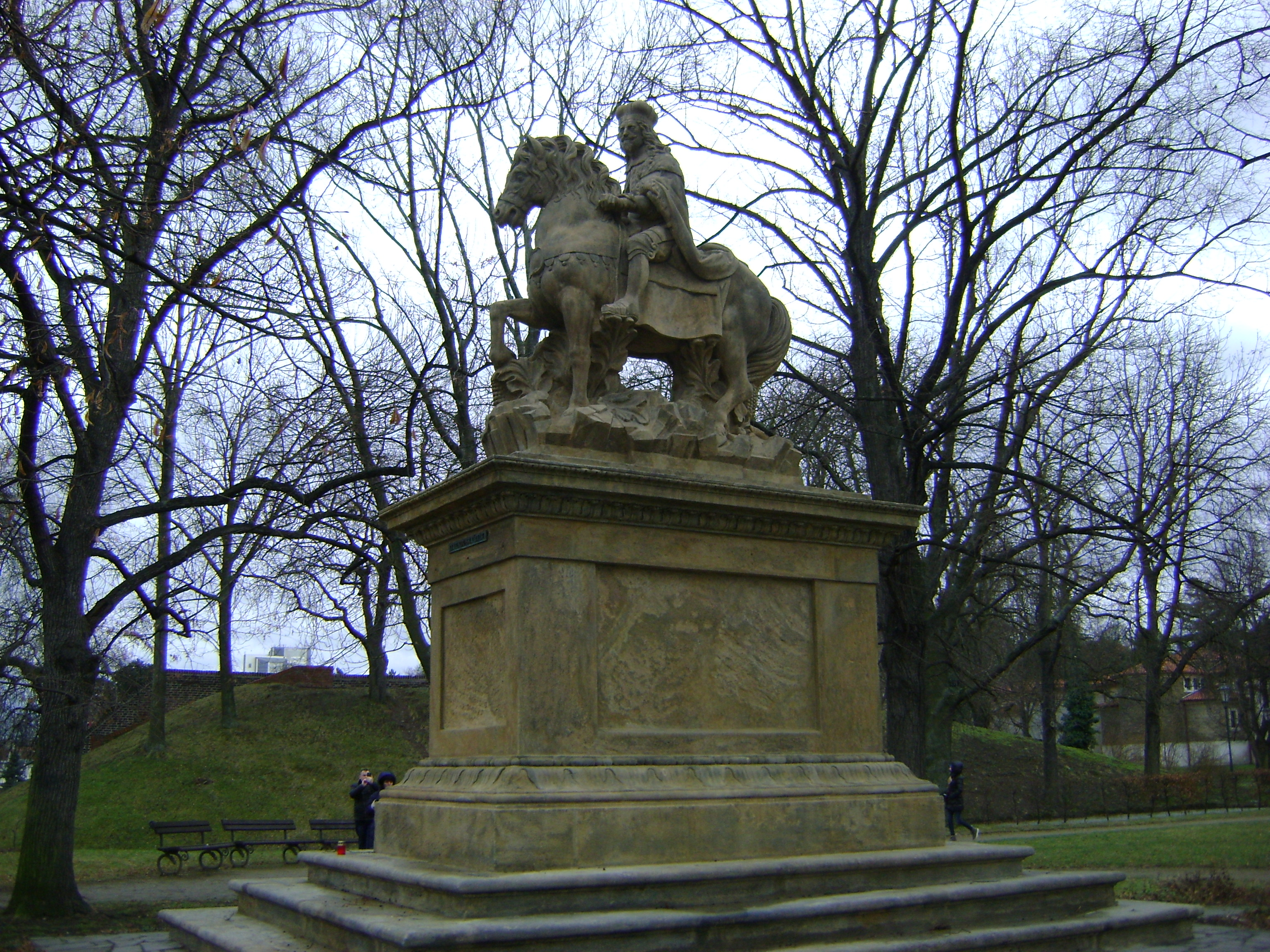
Szent Vencel lovasszobra
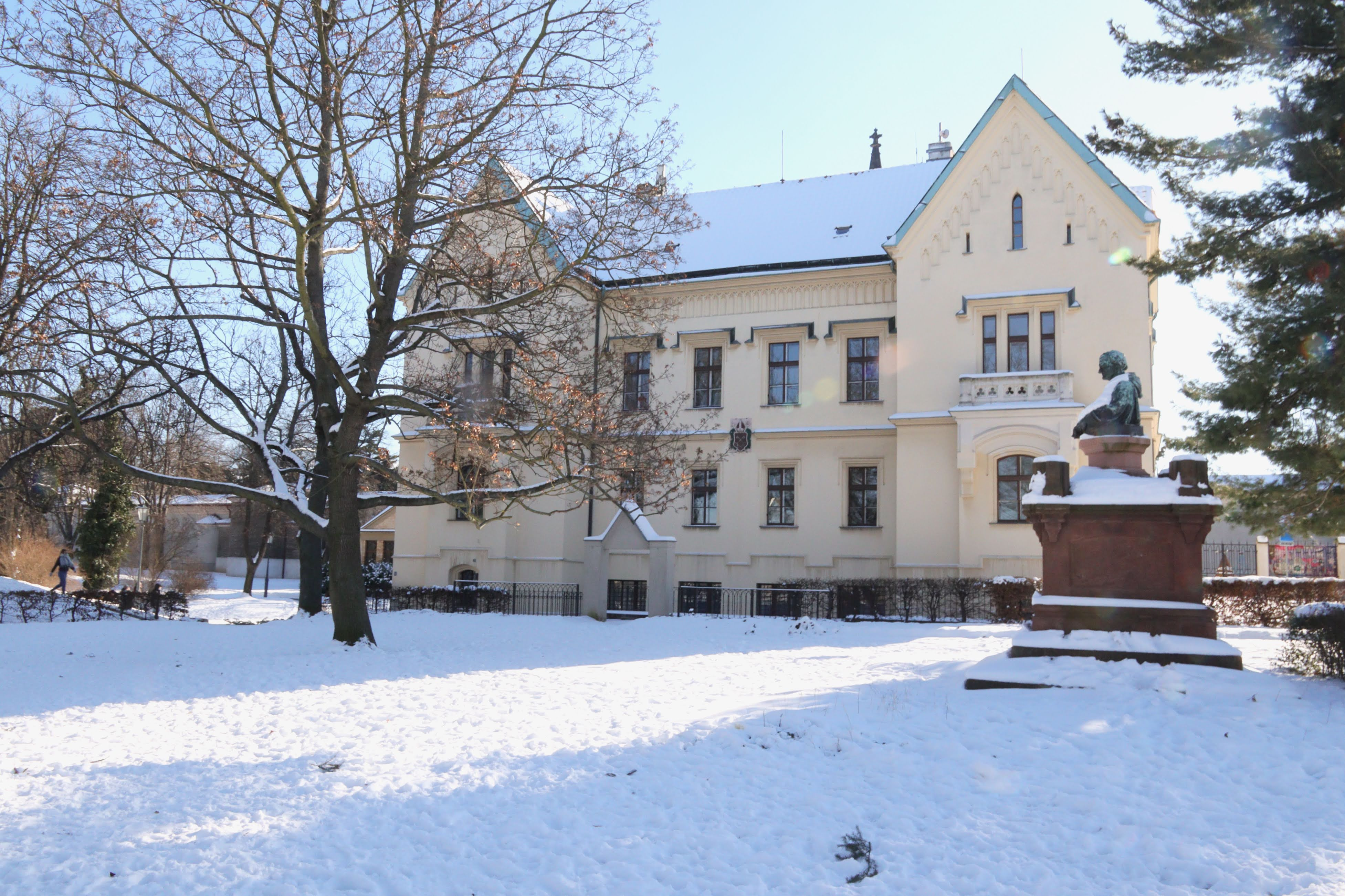
Az Új Prépostház, az előtérben Štulc emlékművével
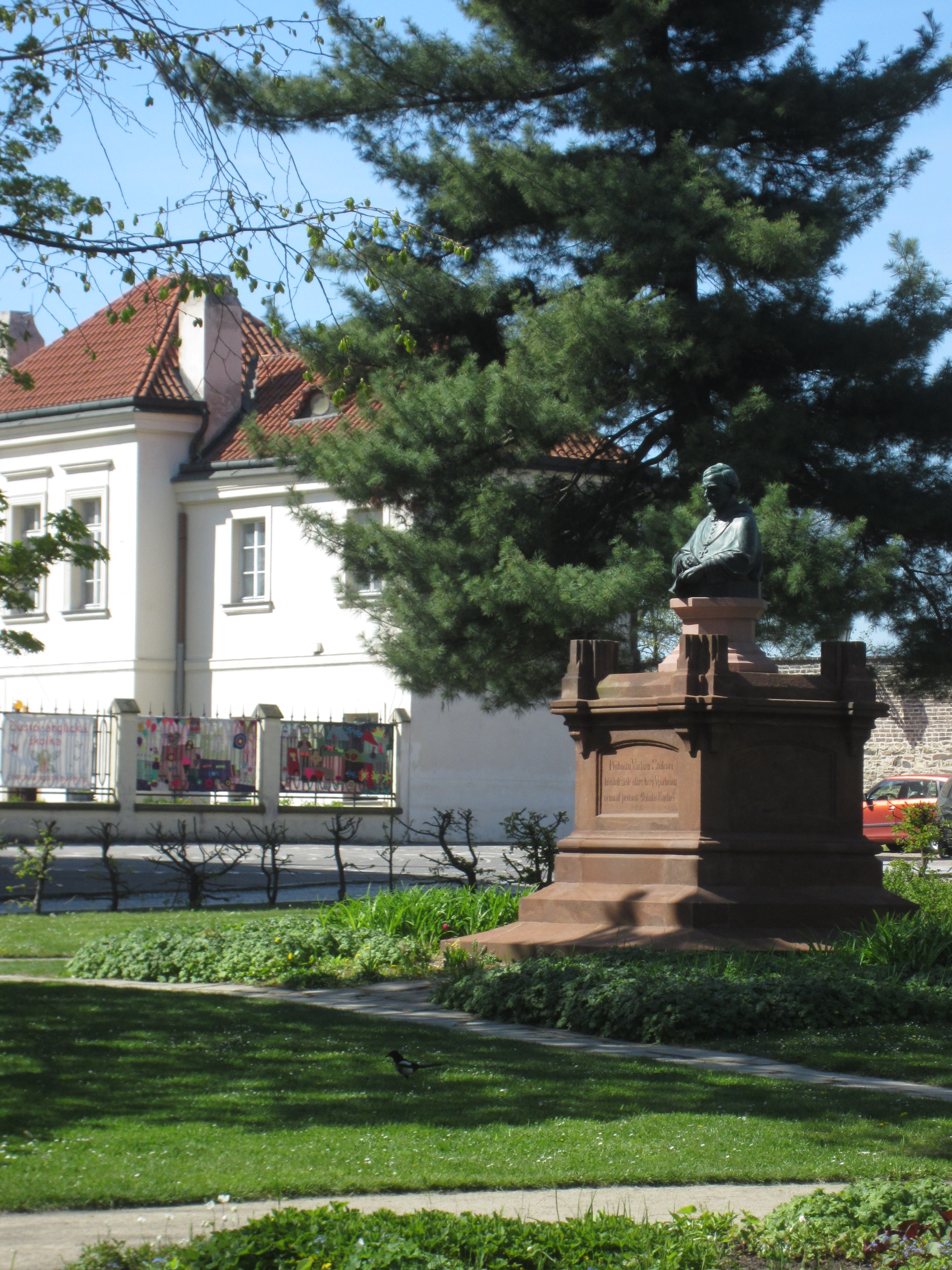
A Régi Prépostház, előterében Štulc emlékművével
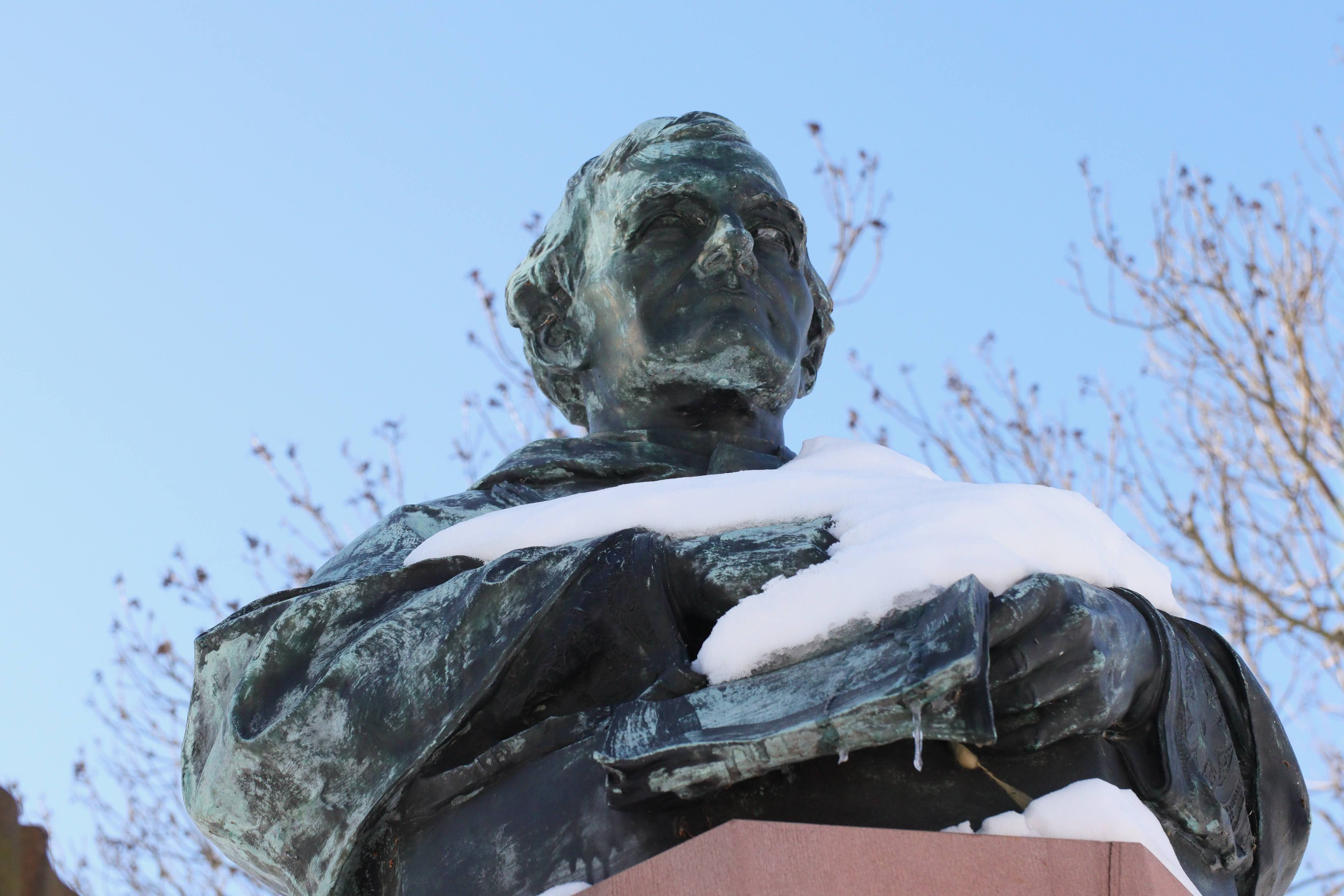
Václav Štulc prépost bronz mellszobra

### Karlach-kert
A Karlach-kertet a vyšehradi káptalan alapította 1889-ben. 1911-ben nevezték el a káptalan prépostjáról, Mikuláš Karlachról.

#### Építményei és szobrai
A park közepén áll Nepomuki Szent János kőszobra. Nem messze tőle látható egy neogótikus kápolna formájú díszkút. Ennek közelében 2000-ben egy millenniumi körtefát ültettek el. A délkeleti sarokban egy másik, rekonstruált barokk díszkutat láthatunk, amely korábban Prága számos közterületén állt már.
A kert délnyugati részén áll az Ördög-oszlop (Čertův sloup) — ez valójában három egymásnak döntött, eltérő hosszú és vastag, különféleképp végződő granodiorit oszloptöredék. A kompozíciót 1894-ben hozták át a szomszédos temetőből, ahol 1787 óta állt; eredete és felállításának célja tisztázatlan. Neve abból a legendából származik, amelyben az ördög fogadott egy vyšehradi pappal, hogy hamarább elhozza Rómából a Szent Péter-bazilika egyik oszlopát, mint ahogy a pap végig tudná mondani a misét. (Nyert is volna, ha nem avatkozik közbe maga szent Péter, aki háromszor is a tengerbe lökte. Így az ördög éppen a mise végére ért a templomba, és dühében a földhöz csapta az oszlopot. A töredékek fölött befoltozhatatlannak mesélt lyuk nyílt a tetőn. Ezt a jelenetet örökíti meg a Szent Péter és Pál-bazilika egyik barokk festménye is.)
Karlach prépost életnagyságú szobra Pavel Malován szobrászművész munkája, és 2003-ban állították fel a kert északkeleti sarkában.

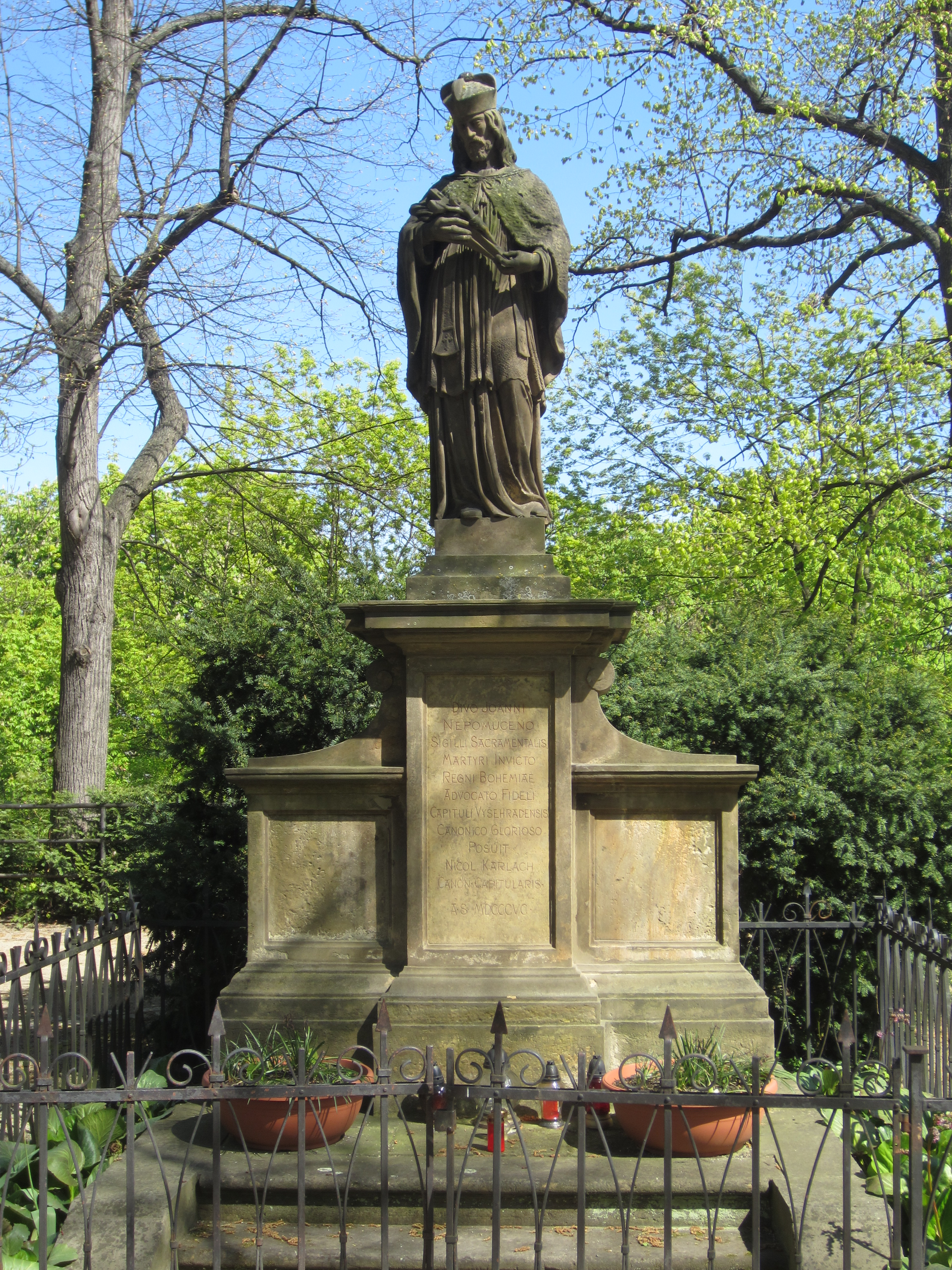
Nepomuki Szent János
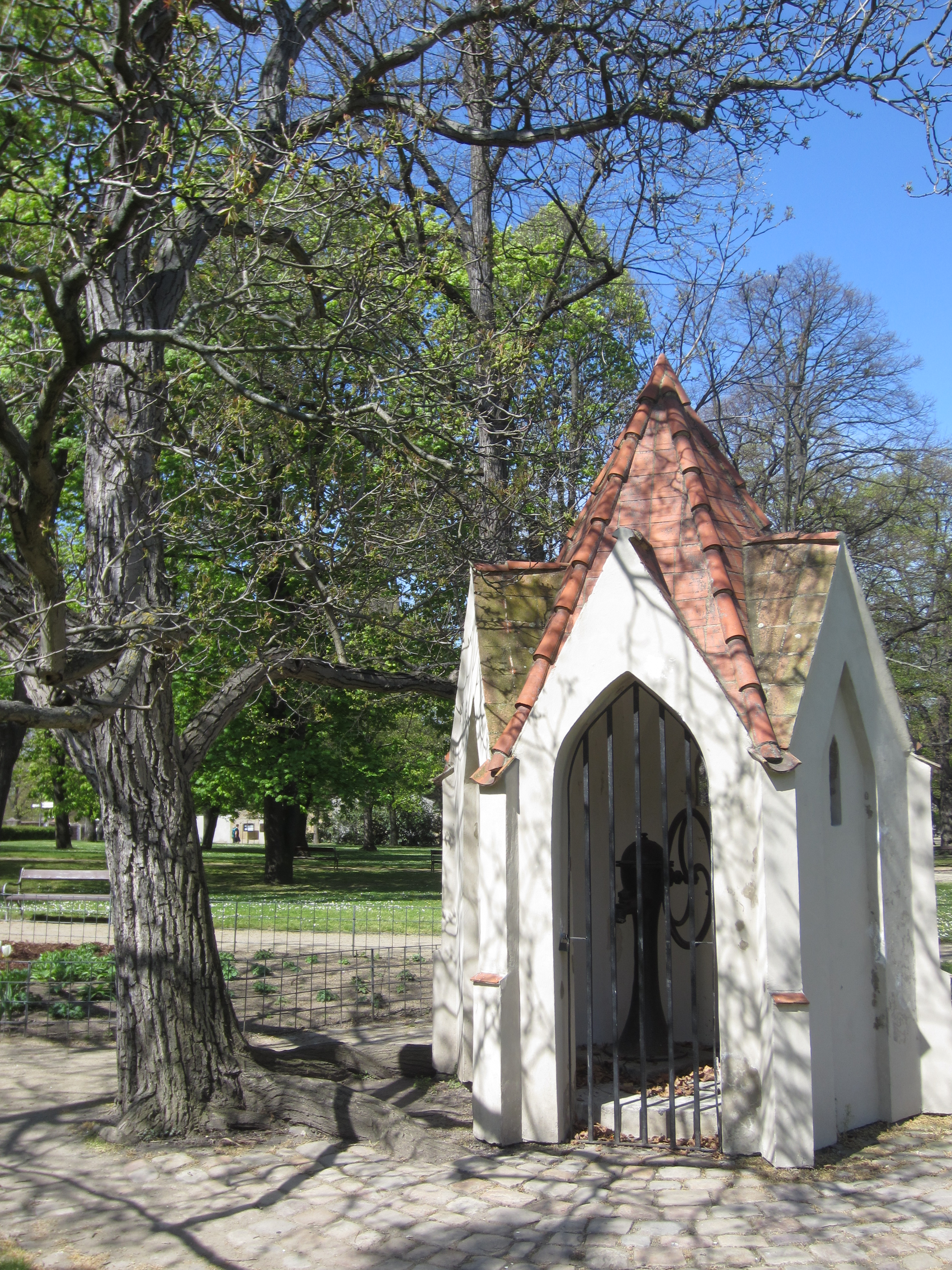
a gótikus kápolna
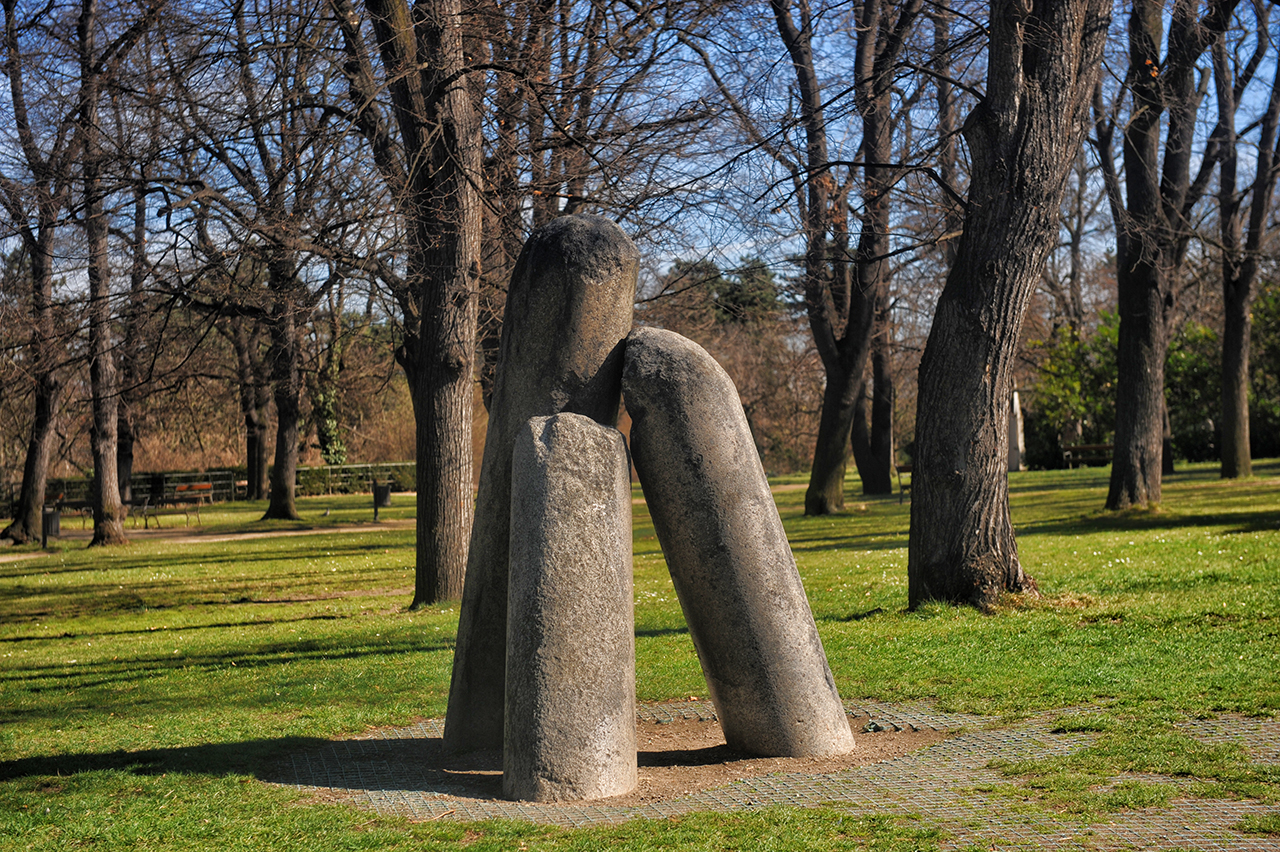
az Ördög-oszlop
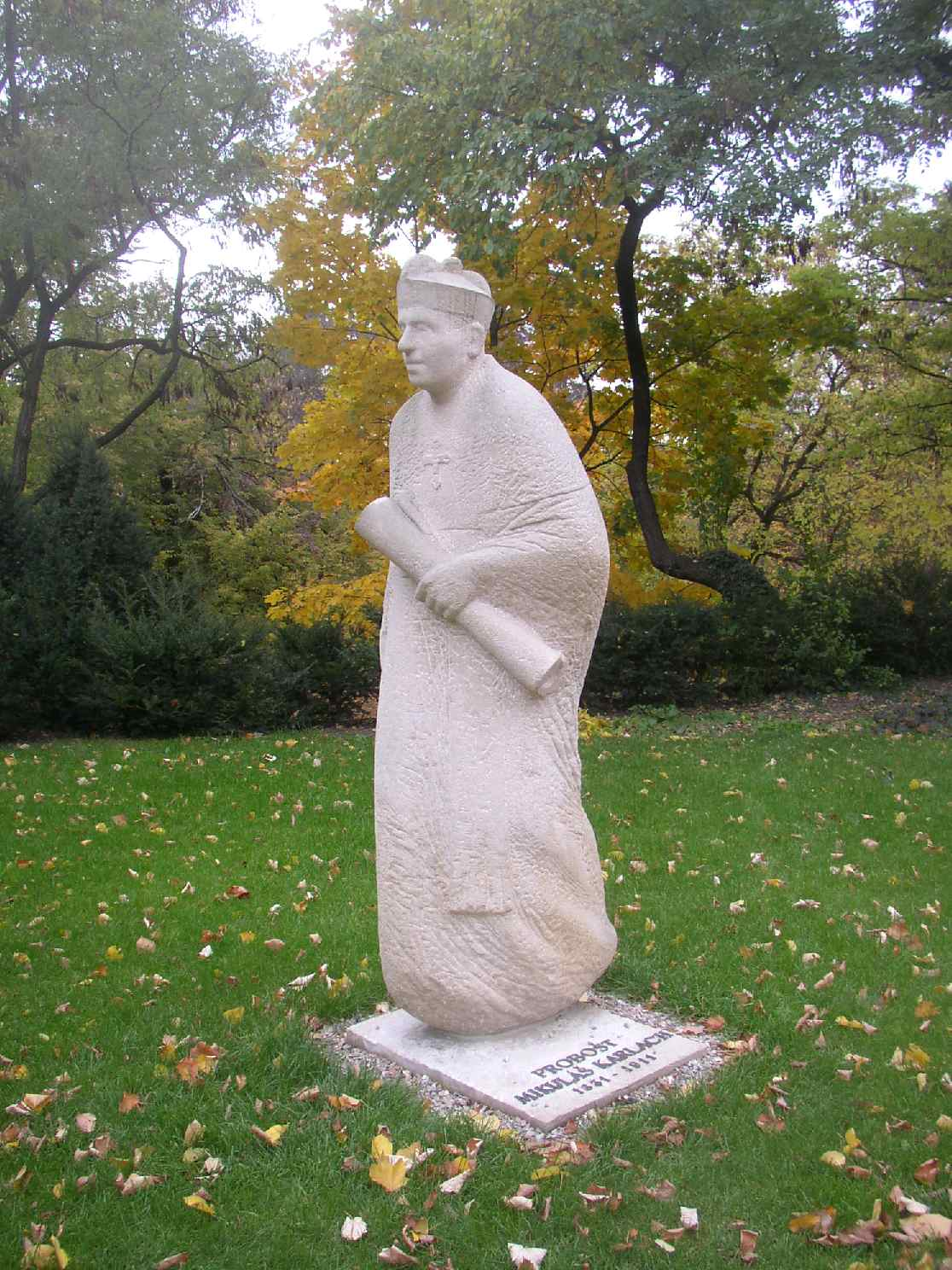
Mikuláš Karlach prépost
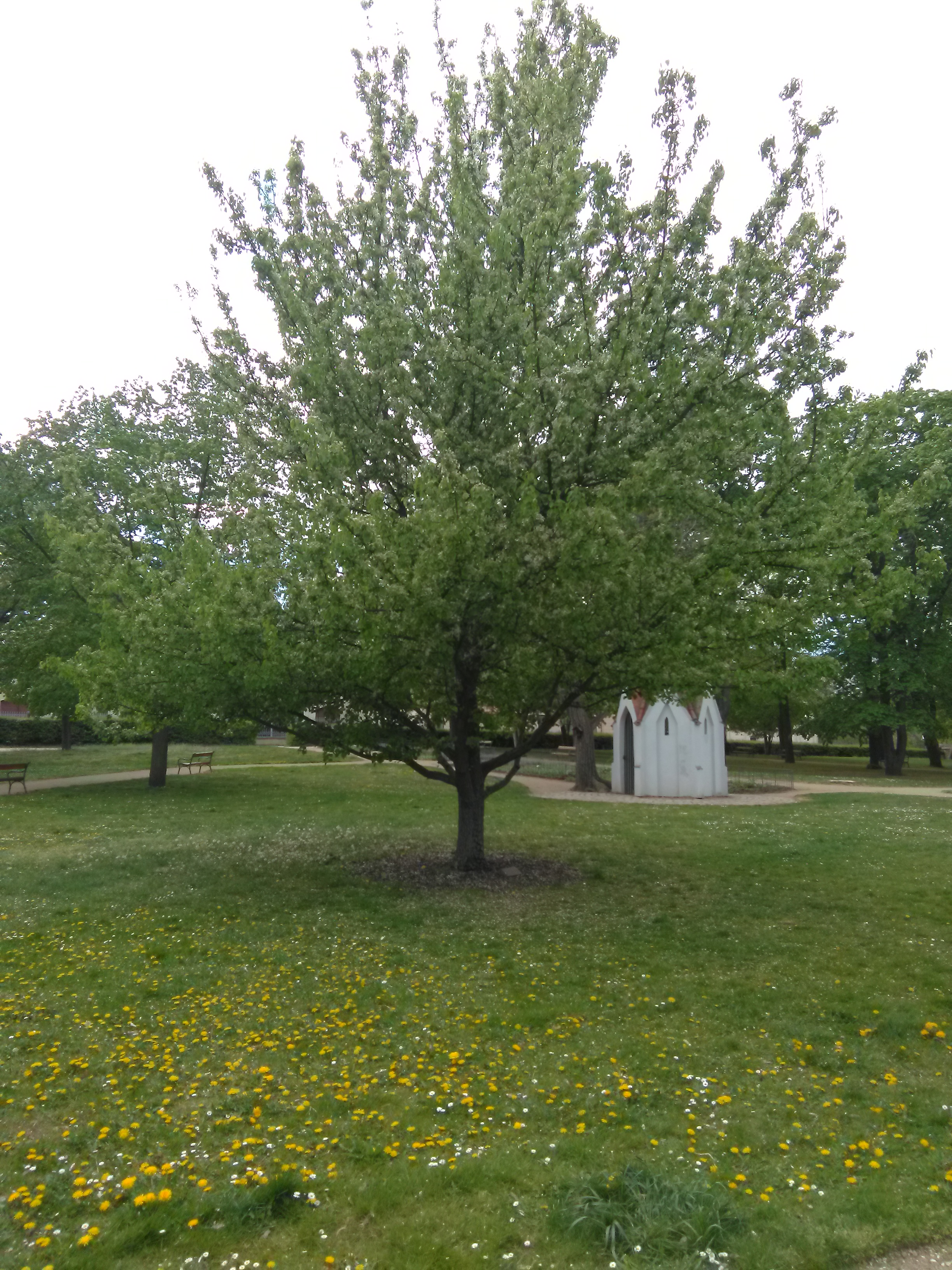
A millenniumi körtefa 2020-ban
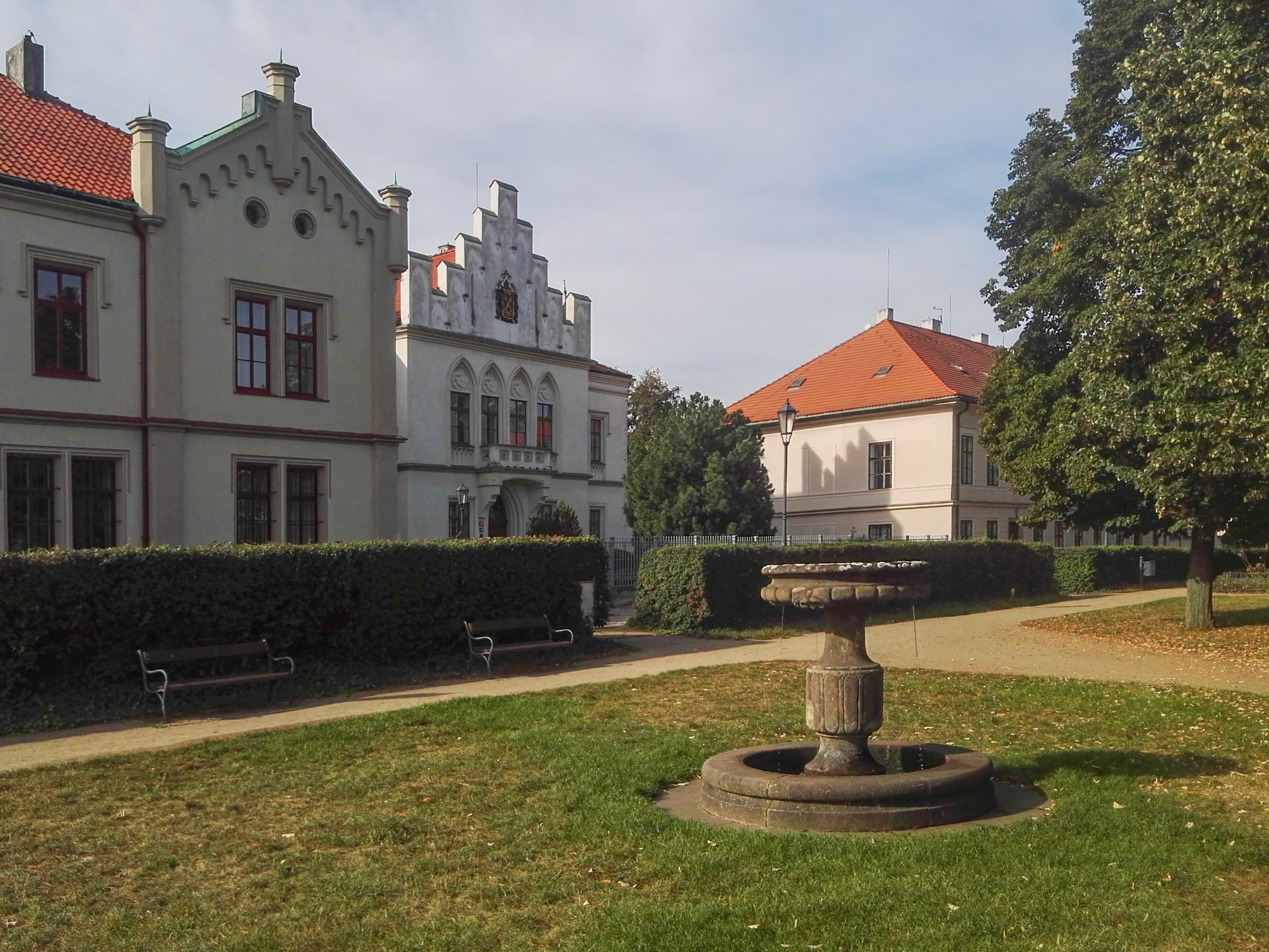
A barokk díszkút

## Fordítás
- Ez a szócikk részben vagy egészben  a   Vyšehrad című cseh Wikipédia-szócikk ezen változatának fordításán alapul.  Az eredeti cikk szerkesztőit annak laptörténete sorolja fel. Ez a jelzés csupán a megfogalmazás eredetét és a szerzői jogokat jelzi, nem szolgál a cikkben szereplő információk forrásmegjelöléseként.
- Ez a szócikk részben vagy egészben  a   Karlachovy sady című cseh Wikipédia-szócikk ezen változatának fordításán alapul.  Az eredeti cikk szerkesztőit annak laptörténete sorolja fel. Ez a jelzés csupán a megfogalmazás eredetét és a szerzői jogokat jelzi, nem szolgál a cikkben szereplő információk forrásmegjelöléseként.